# Umeå domsaga
Umeå domsaga i Västerbottens län var en domsaga fram till 1965 i Västerbottens län.

## Administrativ historik
Umeå domsaga bildades den 1 januari 1921 (enligt beslut den 22 juni och 29 september 1920) genom delning av Västerbottens södra domsaga och upplöstes den 1 januari 1965 då domsagan delades: Umeå landskommun överfördes till Umeå rådhusrätt och de resterande delarna till Västerbottens södra domsaga och Västerbottens södra domsagas tingslag.
Domsagan lydde först under Svea hovrätt, men överfördes till domkretsen för hovrätten för Övre Norrland när denna bildades 1936. Det låg endast ett tingslag under domsagan.

### Tingslag
- Umeå domsagas tingslag

## Häradshövdingar
| Ämbetstid                                  | Namn                 | Levnadstid |
| ------------------------------------------ | -------------------- | ---------- |
| (fullmakt 17 december 1920) 1921-1930      | Ingemar Kramer       |            |
| (fullmakt 20 juni 1930) 1930-tidigast 1949 | Johan Wandén         | 1889-?     |
| 1951-tidigast 1964                         | Sten Lennart Ohlsson | 1911-?     |